# O życiu szczęśliwym
O życiu szczęśliwym (De beata vita) – dialog św. Augustyna napisany jesienią roku 386 w wiejskiej posiadłości Cassiciacum nieopodal Mediolanu, gdzie autor wraz ze swą matką i towarzyszami przygotowywał się do przyjęcia chrztu. Dialog podejmuje zagadnienie szczęścia i dróg do niego prowadzących. W rozmowie biorą udział, oprócz samego Augustyna, Monika – jego matka, brat Nawigiusz, uczniowie Trygecjusz i Licencjusz oraz siostrzeńcy Lastidianus i Rustikus, a także syn Augustyna – Adeodatus.

## Wydania
Łacińskie wydanie krytyczne: De beata vita; PL 32,959-976; CSEL 63; CCL 29, wyd. W. M. Green /1970/; BA 4.
Polskie tłumaczenie: O życiu szczęśliwym,  przeł. A. Świderkówna, [w:] tenże, Dialogi filozoficzne, Kraków 1999 Znak FiR, s. 15-50.